# Comradeship (film fra 1919)
Comradeship er en britisk stumfilm fra 1919 af Maurice Elvey.

## Medvirkende
- Lily Elsie som Betty Mortimore
- Gerald Ames som Bob Armstrong
- Guy Newall som Baring
- Dallas Cairns som Liebmann
- Peggy Carlisle som Peggy